# Туломский заказник
Туло́мский зака́зник — государственный природный заказник федерального подчинения на Кольском полуострове Мурманской области.

## Расположение
Расположен в северо-западной части полуострова севернее реки Тулома, к западу и к востоку от притока Туломы — реки Улита начиная от её истока.
Точные границы заказника — северная граница — от устья Улиты вниз по Туломе её правым берегом до устья реки Гремяха, восточная граница — от устья Гремяхи её правым берегом вверх по реке до озера Гремяха, затем на юг западным берегом озера Гремяха до места впадения в озеро ручья, соединяющего озера Гремяха и Вырмес, далее вверх по ручью до Вырмеса, затем на юг западным берегом Вырмеса до места впадения ручья в южной оконечности озера, далее вверх до этому ручью до его истока в квартале 163 Мурмашинского лесничества Кольского лесхоза, оттуда по условной прямой на юго-восток до истока безымянного ручья и затем по этому ручью до его пересечения с юго-восточным углом квартала 163, южная граница — от юго-восточного угла квартала 163 на запад южными границами кварталов 163—155 до точки пересечения с Улитой, западная граница — от точки пересечения южной границей квартала 155 до Улиты и затем левым берегом этой реки до её устья.

## Климат
В феврале минимальная температура — − 40 °С, в июле максимальная температура — 31 °С. За год выпадает до 445 мм осадков.

## Описание
Площадь заказника — 337 км² по официальным бумагам и 325,8 км² по карте.
Заказник образован 15 января 1990 года приказом Главохоты номер 9. В его цели входит охрана редких и представляющих хозяйственный и культурный интерес животных, проведение научно-исследовательских работ и мероприятий по сохранению и учёту животного мира заказника, пропаганда охраны природы и поддерживание общего экологического баланса.
На охраняемой земле запрещены: охота, рыбалка, вырубка леса, любая хозяйственная деятельность, туризм и любая другая форма отдыха, проезд частного механизированного транспорта.
Основные объекты охраны: лось, бурый медведь, росомаха, горностай, куница, норка, ондатра.